# 神秘 (ピンク・フロイドの曲)
「神秘」（しんぴ、英語: A saucerful of secrets）は、イギリスのロックグループであるピンク・フロイドが1968年に発表した楽曲。同名アルバム『神秘』に収録。約12分にわたるインストゥルメンタルナンバーである。

## 概要
ピンク・フロイドは結成当初はシド・バレットのワンマンバンドであったがバレットが薬物中毒及び精神病で奇行が目立ち、ついにはバンドを脱退するにいたる。残されたメンバーはバレット抜きのバンドの方向性を模索していた。その過程で出来上がった曲がこの曲は12分近いインストゥルメンタルナンバー「神秘」だった。ファースト・アルバムに引き続いてノーマン・スミスがプロデュースを担当した。
デヴィッド・ギルモアは、この曲のテーマは戦争であると述べている。この曲はバンドのメンバー全員の名前がクレジットされているが、実質的な作者は当時バンドに加入したばかりのギルモアで、曲の構成をロジャー・ウォーターズとニック・メイスンが手掛けた。建築科出身のウォーターズとメイスンは、建築の設計図のような図面を描いて曲の盛り上がりを構成していったという。
1969年発売の『ウマグマ』では、「パート別」に以下のようなタイトルが記載されていた。ただし再発版ではカットされている。
1. "Something Else"
2. "Syncopated Pandemonium"
3. "Storm Signal"
4. "Celestial Voices"

1968年6月のライブでは主要なレパートリーとなり、最長で20分強に渡る長尺演奏が繰り広げられ、1972年9月まで演奏され続けた。1969年発表のライブアルバム『ウマグマ』、1972年発表の映画『ピンク・フロイド・ライヴ・アット・ポンペイ』でライブバージョンを聴くことができる。